# قورباغه‌های نگارین
قورباغه‌های نگارین (نام علمی: Alytidae) نام یک تیره از راسته قورباغه است.

## نگارخانه

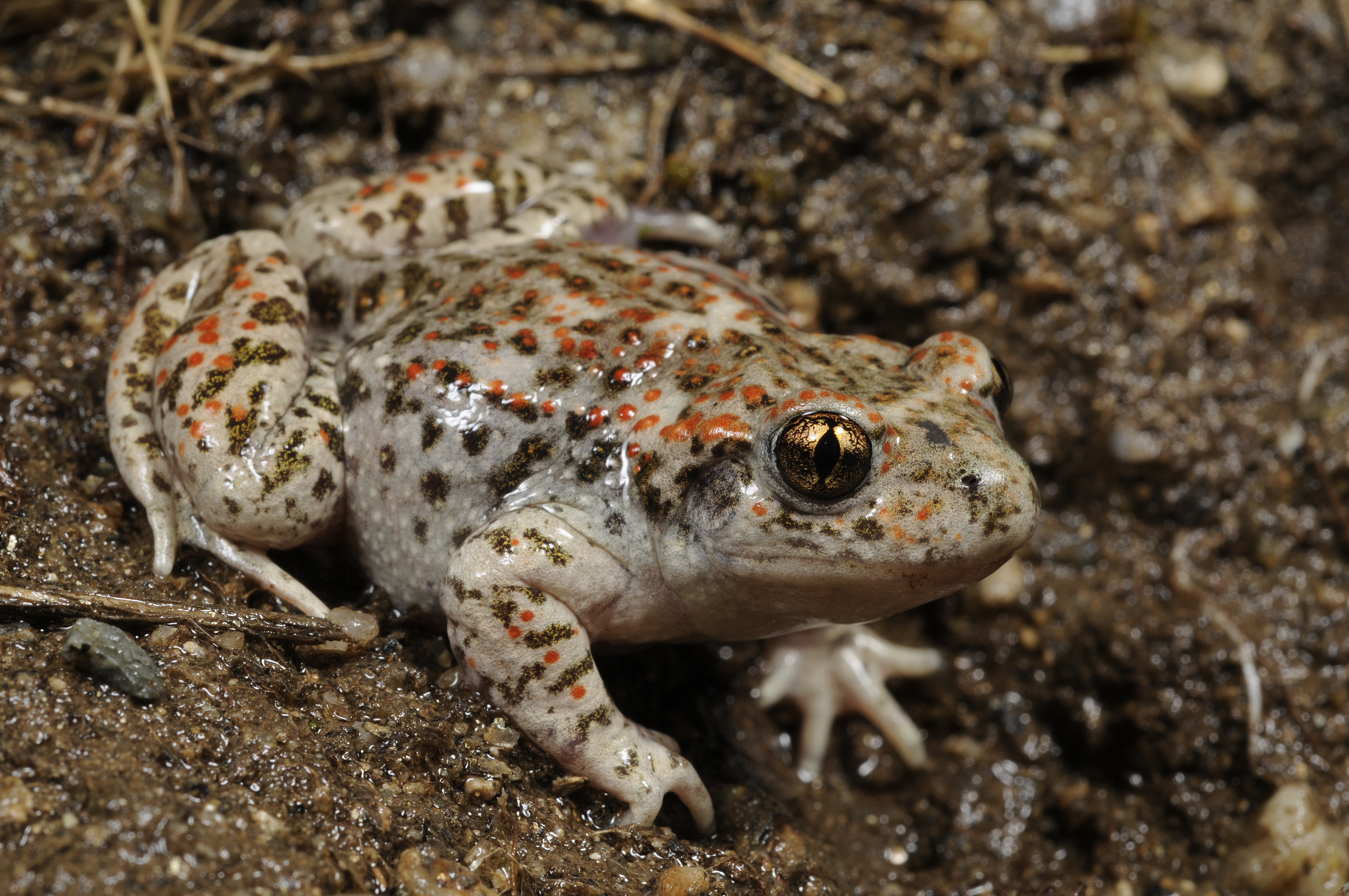
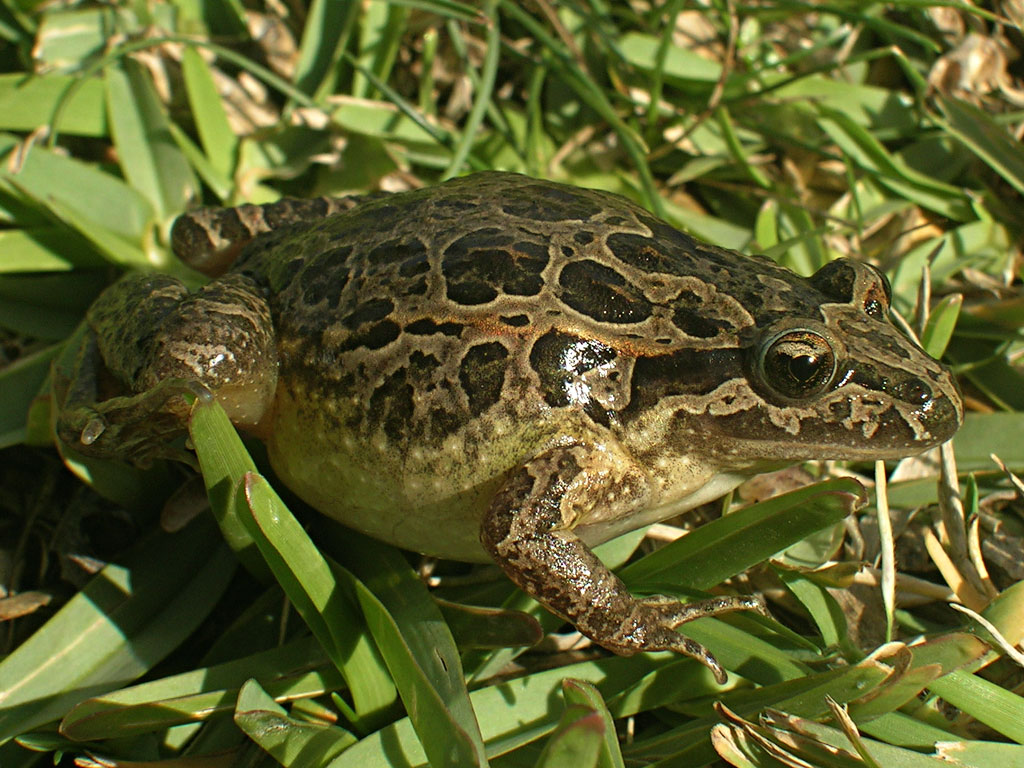
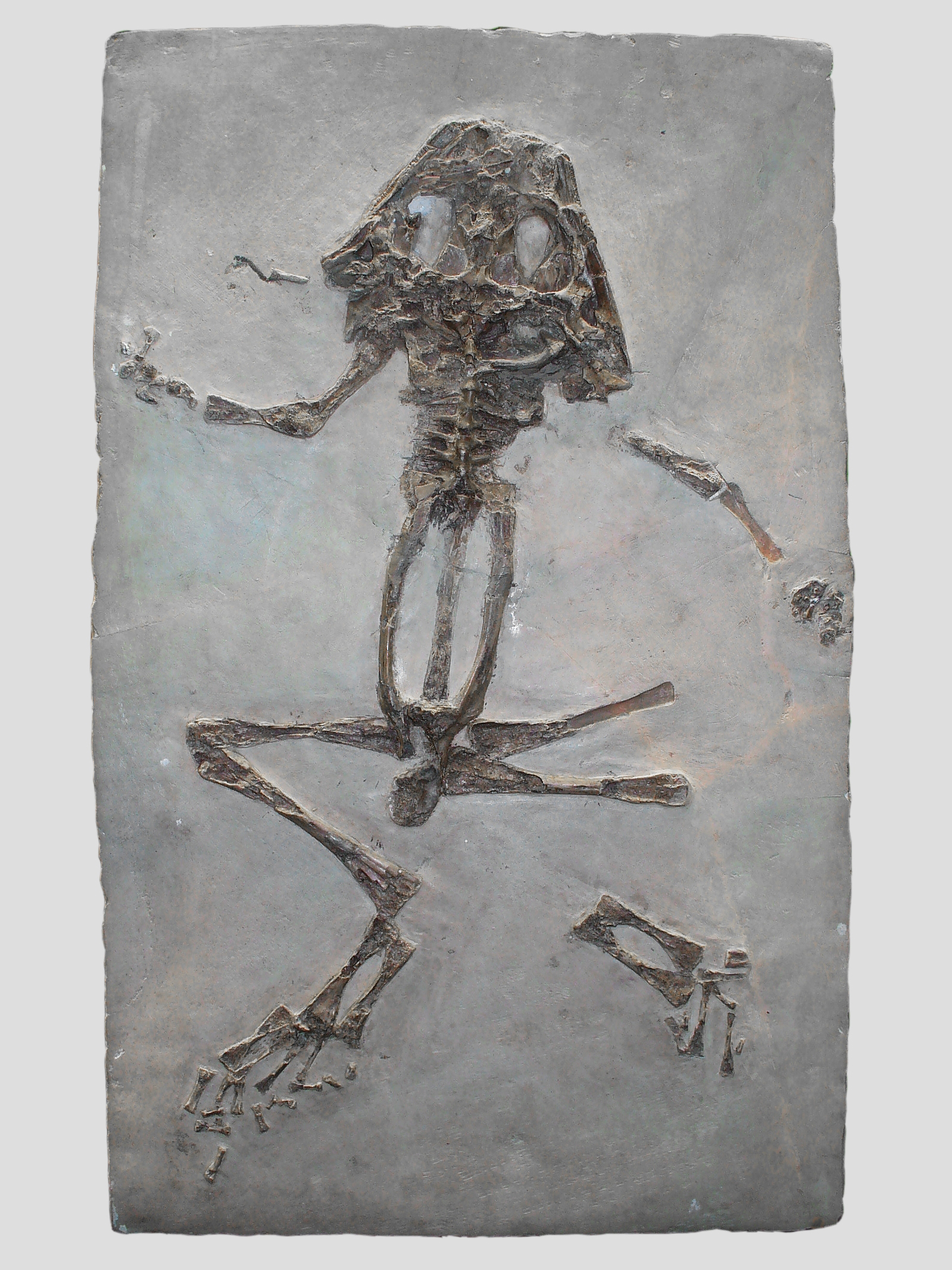